# Re: Person I Knew
Re: Person I Knew es un álbum en vivo del pianista de jazz estadounidense Bill Evans con Eddie Gomez y Marty Morell, grabado en el Village Vanguard de Nueva York en 1974 y publicado por el sello Fantasy en 1981. Grabaciones adicionales de actuaciones de Evans de 1974 en el Village Vanguard también aparecieron en el disco Since We Met (1974). El título (y la canción de título homónimo) es un anagrama del nombre de Orrin Keepnews, quien produjo para el pianista mientras firmó con la discográfica Riverside Records. Scott Yanow del sitio Allmusic le dio tres estrellas de cinco.

## Lista de canciones
Compuestos por Bill Evans salvo los indicados:
1. «Re: Person I Knew» - 5:20
2. «Sugar Plum» - 8:17
3. «Alfie» (Burt Bacharach, Hal David) - 4:59
4. «T.T.T.» (Twelve Tone Tune)" - 5:31
5. «Excerpt from Dolphin Dance/Very Early» (Herbie Hancock/Evans) - 7:26
6. «34 Skidoo» - 6:05
7. «Emily» (Johnny Mandel, Johnny Mercer) - 5:17
8. «Are You All the Things» - 6:21

- Grabado en el Village Vanguard de Nueva York el 11 y 12 de enero de 1974.

Fuente: